# Hermann Buschfort

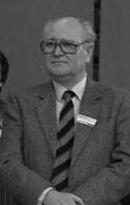
Hermann Buschfort (links) auf dem SPD-Parteitag in München am 20. April 1982

Hermann Buschfort (* 25. Juni 1928 in Bocholt; † 13. September 2003 ebenda) war ein deutscher Politiker (SPD).
Er war von 1974 bis 1982 Parlamentarischer Staatssekretär beim Bundesminister für Arbeit und Sozialordnung.

## Biografie

### Ausbildung und Beruf
Nach dem Besuch der Volksschule absolvierte Buschfort bei der Siemens AG eine Ausbildung zum Feinmechaniker, die er mit der Facharbeiterabschlussprüfung beendete. Er diente als Soldat im Zweiten Weltkrieg, war in britischer Gefangenschaft und musste nachhaltige gesundheitliche Beeinträchtigungen hinnehmen.
Bis 1959 war er als Feinmechaniker tätig und er gehörte von 1951 bis 1959 dem Betriebsrat von Siemens in Bocholt, zuletzt als Betriebsratsvorsitzender, an. Von 1959 bis 1974 war er Erster Bevollmächtigter der IG Metall in der Verwaltungsstelle Bocholt.
Buschfort war verheiratet und hatte drei Söhne, unter ihnen den Fernsehjournalisten Wolfgang Buschfort.

### Politik
Seit 1947 war Buschfort Mitglied der SPD und seit 1946 Mitglied der Gewerkschaft IG Metall. Von 1973 bis 1982 gehörte er auch dem SPD-Bundesvorstand an.
Er war von 1956 bis 1974 Mitglied der Stadtverordnetenversammlung seiner Heimatstadt Bocholt.
Von 1965 bis 1990 war er Mitglied des Deutschen Bundestages. Hier gehörte er von 1968 bis 1974 und von 1982 bis 1984 dem Vorstand der SPD-Bundestagsfraktion an.
Er war stets über die Landesliste Nordrhein-Westfalen in den Deutschen Bundestag eingezogen.

### Öffentliche Ämter
Am 16. Mai 1974 wurde Buschfort als Parlamentarischer Staatssekretär beim Bundesminister für Arbeit und Sozialordnung in die von Bundeskanzler Helmut Schmidt geführte Bundesregierung berufen. Nach der Wahl von Helmut Kohl zum Bundeskanzler schied Buschfort am 1. Oktober 1982 aus der Regierung aus. Bis zum Jahresende blieb er Beauftragter der Bundesregierung für die Belange behinderter Menschen (Behindertenbeauftragter); dieses Ehrenamt hatte er im Jahr 1979 angetreten.

### Gesellschaftliches Engagement
Schwerpunkte seiner politischen Arbeit waren die Sicherung des Konkursausfallgeldes und der betrieblichen Altersversorgung, die Ausgestaltung des Behindertenrechts und der betrieblichen Mitbestimmung. Er gilt als Vater des Betriebsverfassungsgesetzes von 1974 und veröffentlichte hierzu einen Kommentarband. Zudem entstammt die Schaffung einer Künstlersozialkasse (KSK) seiner Idee, wenngleich die Anregung hierzu vom Schauspieler und Kabarettisten Jürgen Scheller kam.
Ebenso setzte er sich im Jahr 1975 für die Familienzusammenführung von Aussiedlern aus Polen ein und ermöglichte so mehreren Familien die Ausreise.
Von 1983 bis 1989 war er Bundesvorsitzender der Arbeiterwohlfahrt.

Von 1979 bis 1982 war er der erste Bundesbeauftragte für die Belange der Behinderten. In dieser Funktion sprach Buschfort 1981 vor der Generalversammlung der Vereinten Nationen in New York.

Er fungierte als Vorsitzender der Aktion Sorgenkind und war im Vorstand der Welthungerhilfe tätig.

Im Jahr 1987 wurde er Präsident der Arbeitsgemeinschaft der freien Wohlfahrtspflege.

## Ehrungen
- Die Marie-Juchacz-Plakette der Arbeiterwohlfahrt wurde ihm 1980 verliehen.
- Er wurde am 21. September 1989 mit dem Verdienstorden des Landes Nordrhein-Westfalen ausgezeichnet.[2]
- 1990 erhielt er das Große Verdienstkreuz mit Stern der Bundesrepublik Deutschland.
- Die Stadt Bocholt verlieh ihm den Goldenen Ehrenring.

## Kabinette
- Kabinett Schmidt I – Kabinett Schmidt II – Kabinett Schmidt III

## Werke (Auswahl)
- Zwischen Soutane und roten Fahnen. Die Geschichte der Bocholter SPD 1890–1980 (Broschiert), Klartext Verlag; ISBN 3-88474-112-8.